# Dharwar
Dharwad o Dharwar (kannada ಧಾರವಾಡ) és una ciutat i municipalitat de l'Índia, estat de Karnataka, capital del districte de Dharwar. La municipalitat és anomenada Hubli-Dharwad per ser resultat de la unió de les municipalitats de Hubli i Dharwar el 1961 i té 191 km². La població de la ciutat és de 252.375 habitants al cens del 2001 (26.520 habitants el 1881; 31.279 el 1901; 47.992 el 1941). La població de la municipalitat el 2001 era de 786.018 habitants (527.108 el 1981 i 648.298 el 1991). Disposa d'aeroport a Hubli i de diverses universitats.

## Història
Vegeu: Districte de Dharwar
El 1837 hi va haver incidents a la ciutat entre bramans i lingayats. El 1856 es va crear la municipalitat. El 1962 es va formar la corporació municipal Hubli-Dharwad tot i la distància considerable entre les dues ciutats, amb una superfície de 181.66 km² i incloent 45 pobles.